# Wiesbadener Fototage

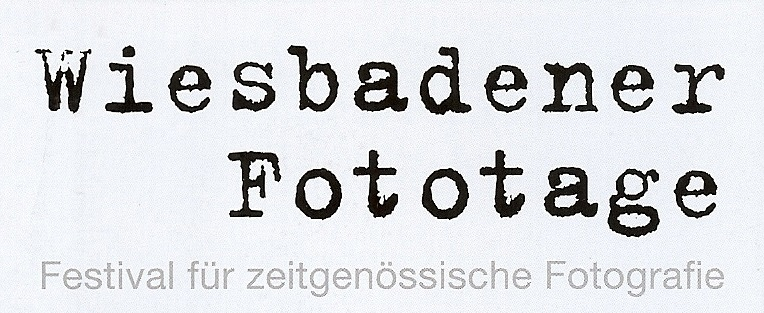
Signet der Wiesbadener Fototage

Die Wiesbadener Fototage sind eine Kultureinrichtung, die seit 2002 von Wiesbadener Galerien mit Unterstützung der Landeshauptstadt Wiesbaden ausgerichtet werden.
Begründer der Fototage war der Galerist Reinhard Berg, der in Wiesbaden eine Galerie für Fotografie betreibt. Sein Anliegen lautete 'anspruchsvolle künstlerische Fotografie einem breiteren und größeren Publikum jenseits der Bildfluten und des Mainstreams zugänglich zu machen'.

## Orte
Die Fototage finden in verschiedenen Kunst- und Kulturinstitutionen Wiesbadens statt. 

## Turnus
Die Wiesbadener Fototage fanden von 2002 und 2005 jährlich statt und wurden von 2007 bis 2019 im Zweijahresturnus als Biennale fortgeführt. Von 2019 an wechseln die Fototage im Zusammenspiel mit den Darmstädter Tagen der Fotografie und den RAY Fotografieprojekten Frankfurt/RheinMain in einen Triennale-Rhythmus. Die nächsten Wiesbadener Fototage finden im Sommer 2022 statt.

## Themen
2002 – Experimentelle Fotografie

2003 – Polnische Fotografie

2004 – Afrika

2005 – Deutschlandbilder

2007 – EGO – fotografische Positionen zum Ich

2009 – Inszenierte Fotografie

2011 – Wagnis Fotografie

2013 – Lauf der Zeit

2015 – Heimat X

2017 – 'Insight'

Der englische Titel der Veranstaltungen 2017 steht für den Versuch, 'Einblicke in die Lebenswelten und Themen (der Fotografen) mit der jeweils eigenen Bildsprache [zu] geben'.
2019 – Grenzgang Fotokunst

2022 – Unruhige Zeiten

## Namhafte Künstler
An den Wiesbadener Fototagen haben seit Bestehen folgende namhafte Künstler teilgenommen:

Dirk Brömmel

Georgia Krawiec

## Preise
Im Jahr 2017 wurden zwei mit jeweils 1.500 € dotierte Preise, ein Publikumspreis und ein Jurypreis vergeben.

## Förderer
Zu den Förderern der Wiesbadener Fototage zählen neben dem Kulturamt der Stadt Wiesbaden auch das Hessische Ministerium für Wissenschaft und Kunst, die SV SparkassenVersicherung und weitere Wiesbadener Firmen.